# Мочутковський Йосип Йосипович
Йо́сип Йо́сипович Мочутко́вський (Йосип-Броніслав, 7 березня (чи серпень) 1845, Херсонська губернія — 23 травня (5 червня) 1903, Павловськ, нині частина Санкт-Петербурга) — український та російський епідеміолог, інфекціоніст, невролог, бальнеолог, професор, доктор медицини.

## Життєпис
Походить з учительської родини. Навчався у Другій київській гімназії, 1869 року закінчив медичний факультет Київського університету.
З 1870 по 1893 рік працював в Одеській міській лікарні — завідував інфекційним, згодом неврологічним відділеннями.
Займаючись вивченням тифів — епідемічного висипного та поворотного тифу в 1876 році послідовно провів досліди зараження себе кров'ю хворих, перехворівши на обидва.
Мочутковський хотів з'ясувати, чи дійсно, як він припускав, кров хворого на висипний тиф здатна спричинити захворювання у здорової людини. Взявши трохи крові від хворого, він зробив собі надріз на шкірі та ввів в нього цю кров. Щеплення не зробило ніякої дії. Але Мочутковський не відступив. Він вірив у правильність своєї теорії і повторив дослід, але і цього разу залишився здоровим. П'ять разів повторював він експеримент, і весь час безрезультатно. Однак він не відмовлявся від свого припущення і продовжував дослідження. І дійсно, на шостий раз спроба вдалася. Через 17 днів після початку експерименту він захворів. Почалося з звичайних тяжких симптомів — ознобу, гарячки, марення, а через два тижні на шкірі з'явилися плями, характерні для висипного тифу. Протягом декількох тижнів Мочутковський перебував на межі життя і смерті, потім ознаки хвороби почали слабшати, і, нарешті, він видужав. Тільки серце, яке часто під дією цієї хвороби відмовляє, постраждало і у нього та давало себе відчувати ще багато років по тому.
Таким чином, він довів заразливість крові хворих на ці тифи, стосовно поворотного тифу він це зробив разом з Григорієм Миколайовичем Мінхом. Обґрунтував також можливість передачі цих захворювань вошами. Згодом провів ґрунтовні дослідження інфекційної етіології епідемічного поворотного тифу та його епідеміологічних засад — шляхів поширення від хворого до здорових людей. Захистив на цю тему докторську дисертацію у 1877 році.
З 1893 року працював консультантом та професором неврології в Петербурзькому клінічному інституті вдосконалення лікарів.
Писав праці з бальнеології — про цілющі властивості одеських лиманів, щодо засад бальнеологічного лікування нервових захворювань та туберкульозу. Проводив дослідження з застосування дієти для лікування.
У 1890 році Й. Мочутковський був обраний головою Товариства одеських лікарів. Був засновником та редактором газети «Південно-російської медичної газети» — друкованого органу Товариства одеських лікарів. Газета почала виходити у 1892 року, видавалась впродовж 5 років і була одним із перших періодичних медичних видань у країні.  
Серед його праць:
- 1875 — «Гострий висхідний параліч»,
- 1875 — «Параліч руху правої верхньої кінцівки, атрофія її м'язів із сповільненням росту кісток»,
- 1876 — «Досвід прищеплення тифу та інших інфекційних хвороб»,
- 1876 — «Матеріали до вивчення лікувальної сторони одеських лиманів»,
- 1876 — «Щодо епілепсії»,
- 1877 — «Матеріали для патології та терапії поворотного тифу» — докторська дисертація,
- 1877 — «Практичні спостереження над дією саліцилово-кислого натру та саліцилової кислоти»,
- 1877 — «Про різні типи температурних кривих поворотного тифу»,
- 1880 — «Спостереження над поворотним тифом»,
- 1881 — «Про збудливість рухових центрів кори мозку при гіпнотичному стані»,
- 1881 — «Про вплив холодної води на виділення білка сечею»,
- 1881 — «Про якість лікувальних сортів винограду, який росте у околицях Одеси»
- 1881 — «Застосування підвішування хворих у лікуванні деяких розладів спинного мозку» (надруковано англійською в часопису «Brain», т. XII, 1882 рік)
- 1882-83 — «Про причини епідемічних проявів черевного тифу»,
- 1888 — «Про істеричні форми гіпнозу».

У 1867 році заснував Одеське бальнеологічне товариство, та в 1892 — Одеське товариство взаємодопомоги лікарів.